# Museumtram

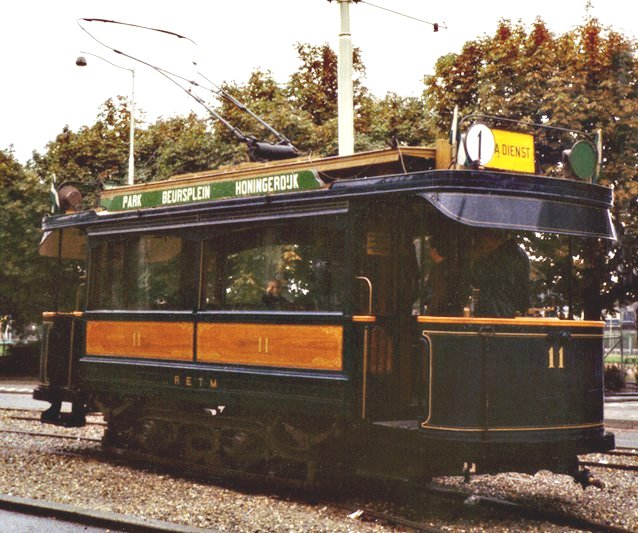
Een van de eerste en oudste museumtrams in Nederland is RETM-motorwagen 11 (bouwjaar 1905), hier bij de Diergaarde Blijdorp te Rotterdam, 1983.

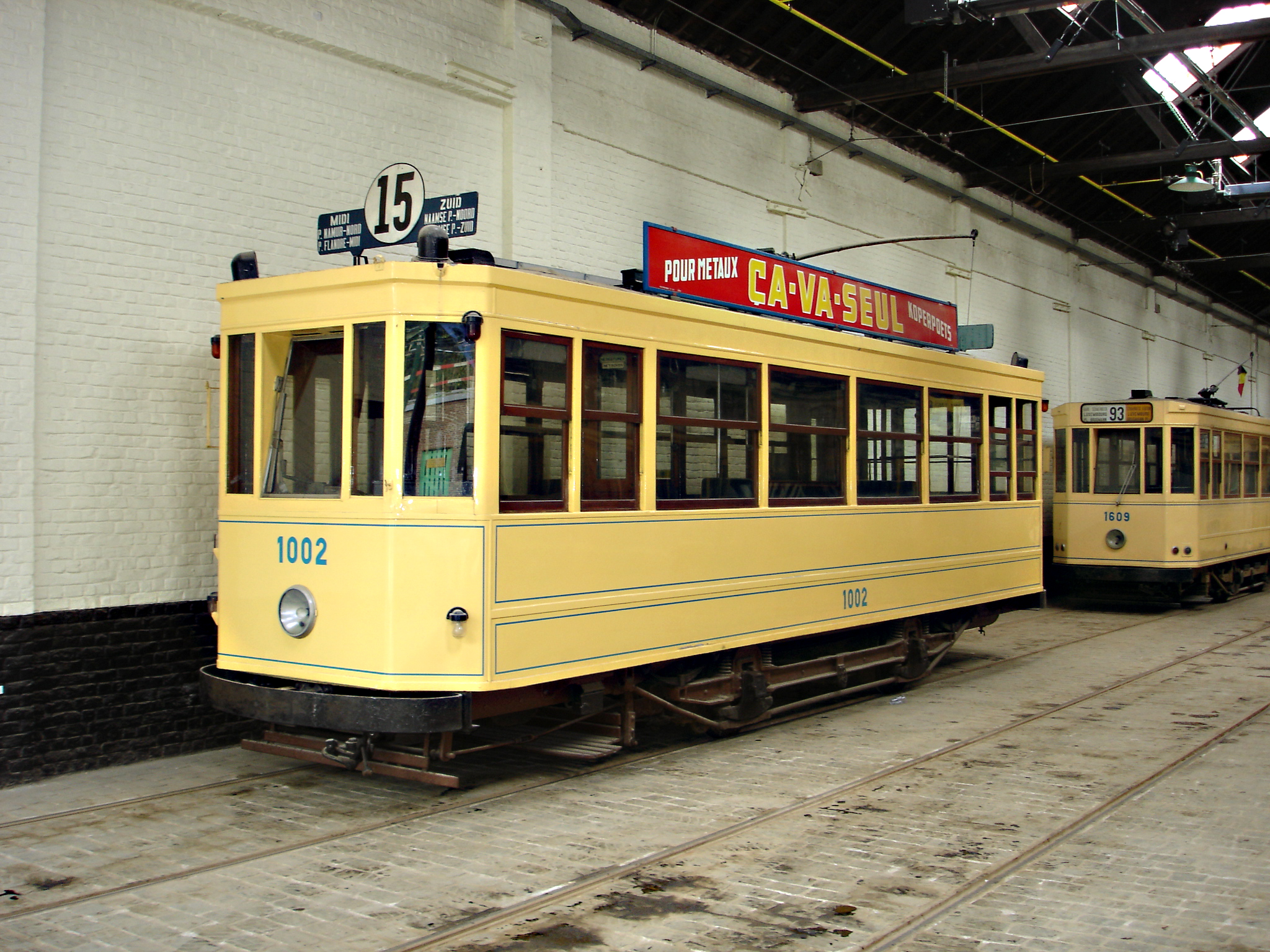
Standaardmotorwagen van de Brusselse tram, vertegenwoordiger van een type waarvan er vele honderden hebben gereden, in het Museum voor het Stedelijk Vervoer te Brussel.

Een museumtram is een tramwagen die voor museumdoeleinden is bewaard. Oud trammaterieel wordt meestal na een diensttijd van enkele decennia vervangen door nieuwere trams of andere vervoermiddelen (metro of autobus). Soms werd een tram nog verder gebruikt voor andere doeleinden, bijvoorbeeld als werkwagen of verkocht als tuinhuisje of schuur, maar het meeste oude materieel wordt afgevoerd voor sloop.
De eerste initiatieven om trams voor museumdoeleinden te bewaren werden genomen in de jaren dertig. Onder andere in Rotterdam bleven na aflevering van de nieuwe vierassers in 1929-1931 enkele van de oudste trams uit het begin van de twintigste eeuw bewaard. Zij vormen de basis van de collectie Rotterdamse Museumtrams. In Amsterdam en Den Haag werden de eerste museumtrams in de jaren vijftig gered van de sloop. Deze vormen de basis van de collecties Amsterdamse museumtrams en die van het Haags Openbaar Vervoer Museum.
Toen veel oud materieel in de jaren vijftig en zestig werd afgevoerd werd in Nederland onder andere op initiatief van de in 1965 opgerichte Tramweg-Stichting een collectie museumtrams opgebouwd, afkomstig van diverse trambedrijven. Hieruit zijn de collecties van de Stoomtram Hoorn-Medemblik en de Stichting voorheen RTM voortgekomen. Ook het Nederlands Spoorwegmuseum te Utrecht verzamelde museumtrams, die inmiddels veelal naar andere organisaties zijn overgebracht.
Sinds de jaren tachtig is ook moderner materieel van na 1945 toegevoegd tot de museumtramcollecties. Zo zijn er inmiddels ook PCC-cars en gelede wagens als museumtram bewaard. Ook worden meer en meer tramwagenbakken die nog een tweede leven als tuinhuisje of schuur kregen alsnog als museumtram gered en in een aantal gevallen weer tot rijvaardige historische tram gerestaureerd.
In de loop der jaren is bij diverse organisaties veel kennis en ervaring opgedaan in het restaureren en rijvaardig maken en houden van oud trammaterieel. Inmiddels zijn ook enkele replica’s gebouwd, zoals een open bijwagen (600) in Amsterdam en een vierassige motorwagen (76) van de Arnhemse tram op de tramlijn van het Openluchtmuseum.

## België
In België zijn er museumtramcollecties onder andere in: Antwerpen: (Vlaams Tram- en Autobusmuseum), Brussel: (Museum voor het Stedelijk Vervoer te Brussel), Gent, Oostende: (Kusttram), Luik: (Museum voor het Openbaar Vervoer van Wallonië), Schepdaal: (Trammuseum van Schepdaal) en Thuin: (Trammuseum van de ASVi).
In juli 2024 verbood De Lijn wegens veiligheidsredenen om met museumtrams te rijden op de tramnetten in Vlaanderen (Antwerpen, Gent en Kusttram).